# Barreria
- Commons
- Wikispecies

Barreria é um género botânico pertencente à família Rubiaceae.

## Espécies
Apresenta 3 espécies:
- Barreria capensis
- Barreria gujanensis
- Barreria theobromaefolia
- Lista das espécies

## Classificação do gênero
| Sistema | Classificação                       | Referência               |
| ------- | ----------------------------------- | ------------------------ |
| Linné   | Classe Pentandria, ordem Pentagynia | Species plantarum (1753) |